# XHUNAM-TDT
XHUNAM-TDT es una estación de televisión pública que opera para el Valle de México concesionada a la Universidad Nacional Autónoma de México. Es el canal de origen de la señal TV UNAM.

## Historia
XHUNAM-TV inició sus transmisiones bajo un permiso de tipo experimental, con una vigencia del 5 de diciembre de 2000 al 4 de diciembre de 2005 en el canal 60 en la banda UHF en señal analógica (NTSC) con 500 watts de potencia, cubriendo Ciudad Universitaria.
El 30 de noviembre de 2005 el permiso fue refrendado por parte de la Secretaría de Comunicaciones y Transportes, esta vez con una modificación para transmisiones de tipo digital, y se asignó el canal 20 de UHF en TDT, con una potencia autorizada de 200 watts para cubrir Ciudad Universitaria.
El 12 de noviembre de 2007 inició transmisiones XHUNAM-TDT Canal 20 como señal digital de prueba. Su programación de prueba consistía en conciertos dirigidos por Herbert von Karajan que rotaban o repetían a lo largo del día. La transmisión era intermitente; por lo general, emitía de lunes a viernes y salía del aire en las madrugadas. Además, en temporadas vacacionales se encontraba fuera del aire la mayor parte del tiempo.
A pesar de que la UNAM ha operado la señal de TV UNAM desde 2005, XHUNAM-TDT no transmitió esta señal, debido a que su permiso era para "trabajos de experimentación".
El 14 de agosto de 2016, el IFT anunció que se refrendó el permiso de XHUNAM y, como parte de la transición al nuevo régimen de concesiones, se le otorgó una concesión de uso público, con lo que dejaría de ser un canal con transmisiones de carácter experimental.
El 27 de octubre de 2016, al entrar en vigor la asignación de canales virtuales por parte del IFT, se asignó a la señal de TV UNAM (retransmitida por el SPR) el canal 20.1 a nivel nacional, coincidiendo con la frecuencia y canal virtual de XHUNAM-TDT. Sin embargo, no fue sino hasta el 16 de marzo de 2017, que esta estación finalmente se enlazó de tiempo completo con la señal de TV UNAM.
El 24 de octubre de 2023, el IFT autorizó a la UNAM la ampliación de la cobertura de la estación y reasignando su canal de transmisión del 20 al 11 en la banda de VHF (anteriormente asignado a XHTDMX-TDT).
El 5 de marzo de 2024 se realizó el cambio de frecuencia y su área de transmisión ahora cubre el Valle de México.[cita requerida]

## Multiprogramación
Esta estación aún no tiene multiprogramación.
| Canal de transmisión | Canal virtual | Resolución | Relación de aspecto | Nombre PSIP | Programación |
| -------------------- | ------------- | ---------- | ------------------- | ----------- | ------------ |
| 11                   | 20.1          | 1080i      | 16:9                | XHUNAM      | tv•unam      |